# Rhipidura malaitae
El abanico de Malaita (Rhipidura malaitae) es una especie de ave paseriforme de la familia Rhipiduridae endémica de la isla Malaita, en las islas Salomón.